# Oxysoma
Genre
Synonymes
- Aporatea Simon, 1897

Oxysoma est un genre d'araignées aranéomorphes de la famille des Anyphaenidae.

## Distribution
Les espèces de ce genre se rencontrent au Chili, en Argentine et au Brésil.

## Liste des espèces
Selon World Spider Catalog (version 21.5, 26/08/2020) :
- Oxysoma chiloense (Ramírez, 2003)
- Oxysoma itambezinho Ramírez, 2003
- Oxysoma kuni Aisen & Ramírez, 2015
- Oxysoma longiventre (Nicolet, 1849)
- Oxysoma losruiles Aisen & Ramírez, 2015
- Oxysoma macrocuspis Aisen & Ramírez, 2015
- Oxysoma punctatum Nicolet, 1849
- Oxysoma saccatum (Tullgren, 1902)

## Publication originale
- Nicolet, 1849 : « Aracnidos. » Historia física y política de Chile. Zoología, vol. 3, p. 319-543.